# Pay-on-Production
Der englische Begriff „pay on production“ (PoP) bedeutet Bezahlung je produzierter Einheit und ist die Bezeichnung für ein spezifisches Betreibermodell.

## Beschreibung
Bei Betreibermodellen kauft der Kunde weder eine Produktionsanlage noch least er sie, sondern bezieht aus einer zumeist vom Anlagenhersteller organisierten Produktion die benötigten Teile. Als Beispiel kann die Reifenmontage dienen: Der Fahrzeughersteller kauft keine Reifenmontageanlage, sondern erwartet vom Betreiber der Anlage (deren Hersteller, Logistikdienstleister, …) eine sequenzgerechte Anlieferung der Räder in allen Varianten, mal fünf, mal vier plus Notrad, mal nur vier. Es werden nur die tatsächlich verbauten Räder bezahlt.
Bei PoP ist die Idee ausgeweitet: Das ganze Endmontageband wird durch einen Betreiber gefahren. Der OEM zahlt einen ausgemachten Preis nur für das fertige Fahrzeug. Das Konzept wurde bei Ford in Köln entwickelt, wo das gesamte Montageband an den Ersteller als Betreiber übergeben wurde. 2008 gilt die dort laufende Fiesta-Produktion als die produktivste der Welt (gemessen in Montagestunden pro Fahrzeug). Allerdings sind die an dem Band Beschäftigten zum größten Teil nach wie vor Ford-Mitarbeiter. Es handelt sich also um die Art eines Betreibermodells mehr aus der Sicht von Instandhaltungsmanagement: Betreibt die Produktion die Anlage oder die Instandhaltung? Demzufolge ist PoP im Wesentlichen ein Finanzierungsmodell und keine spezielle Arbeitsorganisation.
Bei PoP entstehen dem OEM Kosten im Wesentlichen als variable Kosten, die Finanzierung fixer Kosten liegt beim Betreiber und wirft, da es sich bei denen in der Regel um Mittelständler handelt, besondere Probleme auf. Es ergibt sich generell eine bedeutende Verlagerung des unternehmerischen Risikos weg vom OEM hin zum Betreiber. Konkret hängt das Ausmaß der Risikoverlagerung von den jeweiligen Verträgen insbesondere den vereinbarten Abnahmeverpflichtungen und Preisstaffeln ab.
Angesichts des Erfolges in Köln wurde das Konzept nicht nur für den nächsten Fiesta fortgeführt, sondern sollte auch an anderen Ford-Standorten umgesetzt werden. Letzteres gelang jedoch, unter anderem angesichts einer wieder besseren Finanzsituation bei Ford, nicht.

## Hintergrund und Rahmenbedingungen
In den ersten Jahren des einundzwanzigsten Jahrhunderts hatte Ford sich auf die Entwicklung neuer Modelle konzentriert. Für eine Investition in die Modernisierung der Anlagentechnik war die Liquidität erschöpft. Konventionelle Betreibermodelle wurden jedoch ebenfalls abgelehnt, da man die Erfahrung gemacht hatte, dass bei solcherart ausgesourcten Produktionsteilen die Produktionskompetenz dauerhaft verloren geht.
Pay-on-Production steht unter der Zielsetzung, ohne vorhandene Liquidität für Investitionen dennoch mit modernen Anlagentechnik und eigenen Mitarbeitern produzieren zu können, ohne jedoch, dass die Anlage in irgendeiner Form in der nach US GAAP aufzustellenden Bilanz auftaucht und von den Ratingagenturen erfasst wird.
Für den Lieferanten hat man als Vorteile gesehen, dass
- die Anlage sonst nicht gebaut worden wäre,
- er die Erträge aus dem KVP in der Instandhaltung erhält (der OEM allerdings die des KVP bei der Produktion) und
- er jetzt einen kontinuierlichen Zugriff auf die Daten der Anlage hat und daher sehr rasch seine Konstruktion verbessern kann und
- sich seine Wettbewerbsfähigkeit durch den Erfolg eines solchen Modells erhöht.

Quelle Mast, Wolfgang F.: